# Jugendmeisterschaften der DDR (Fußball)
Die Jugendmeisterschaften der DDR waren die in unterschiedlichen Altersklassen ausgetragenen republikweiten Wettbewerbe im Fußballsport in der DDR zur Ermittlung eines Landesmeisters.

## Historie und Einordnung
Bereits 1949 wurde die erste Landesmeisterschaft auf Juniorenbereich ausgespielt. Dies geschah im DDR-Fußball also wesentlich früher als im Bereich des Deutschen Fußball-Bunds der Bundesrepublik Deutschland, der erst 1969 seine erste Deutsche Jugendmeisterschaft austrug. Dominierte am Anfang ein Endrundenformat mit Finalspielen nach regionaler Qualifikation diente vor allem Juniorenbereich später ein landesweiter Ligaspielbetrieb zur Ermittlung des Titelträgers.
Die nach Altersklassen vorgenommene Unterteilung Junioren (Altersklasse 17/18) war mit der bundesdeutschen A-Jugend (heute U-19) zu vergleichen, die Jugend (AK 15/16) entspricht der B-Jugend und die Schüler (AK 13/14) der C-Jugend. Die Jüngsten waren die Knaben (AK 11/12) (D-Jugend) und die Kinder (E- und F-Jugend), die die Zehnjährigen und jüngere Fußballer umfasste.
Ein wesentlicher Grund für die internationale Erfolgen der Jugendmannschaften des Deutschen Fußball-Verbands war die erstklassige Nachwuchsarbeit in den Kinder- und Jugendsportschulen (KJS), an denen die Talente parallel zur Trainingsarbeit und den Wettkämpfen in den Fußballclubs ausgebildet wurden, und in den Betriebssportgemeinschaften, die ihre besten Talente an die Clubs delegierten oder diese ab Mitte/Ende der 1980er-Jahre auch selbst für die Auswahlmannschaften anbieten konnten.

## Die DDR-Juniorenmeister
Während es in den ersten Jahren auch kleineren Sportgemeinschaften gelungen ist, gute Platzierungen zu erlangen, spielten nach der Etablierung von Sportclubs Mitte der 1950er-Jahre sowie spätestens mit der Einführung der Juniorenoberliga zur Saison 1968/69 die zum Jahreswechsel 1965/66 gegründeten und staatlich besonders geförderten Fußballclubs, inklusive der ihnen strukturell gleichgestellten SG Dynamo Dresden, den Meistertitel unter sich aus. Rekordmeister in dieser Altersklasse ist mit sechs Titeln Dynamo Dresden.
| Jahr                  | Meister                       | Zweiter                                | Dritter                                      |
| --------------------- | ----------------------------- | -------------------------------------- | -------------------------------------------- |
| Ostzonenmeisterschaft |                               |                                        |                                              |
| 1949                  | ZSG Industrie Leipzig         | SG Fortuna Erfurt                      | BSG „Märkische Volksstimme“ Babelsberg       |
| DDR-Meisterschaften   |                               |                                        |                                              |
| 1950                  | ZSG Union Halle               | BSG „Märkische Volksstimme“ Babelsberg | nicht ermittelt                              |
| 1951                  | BSG Chemie Leuna-Halle        | BSG Rotation Dresden                   | nicht ermittelt                              |
| 1952                  | BSG Chemie Bitterfeld         | BSG Turbine Erfurt                     | nicht ermittelt                              |
| 1953                  | BSG Motor Grubenlampe Zwickau | BSG Motor Quedlinburg                  | nicht ermittelt                              |
| 1954                  | BSG Stahl Helbra              | BSG Wismut Neuwürschnitz               | BSG Lokomotive Ost Leipzig                   |
| 1955                  | BSG Empor Halle               | SG Grünau                              | BSG Lokomotive Dresden                       |
| 1956                  | BSG Rotation Babelsberg       | BSG Turbine Neubrandenburg             | SC Aktivist Brieske-Senftenberg              |
| 1957                  | SC Motor Jena                 | SC Lokomotive Leipzig                  | BSG Einheit Burg                             |
| 1958                  | SC Lokomotive Leipzig         | SC Aktivist Brieske-Senftenberg        | nicht ermittelt                              |
| 1959                  | ASK Vorwärts Berlin           | BSG Rotation Babelsberg                | nicht ermittelt                              |
| 1960                  | SC Dynamo Berlin              | SC Aktivist Brieske-Senftenberg        | nicht ermittelt                              |
| 1961                  | SC Rotation Leipzig           | SC Aufbau Magdeburg                    | nicht ermittelt                              |
| 1962                  | SG Dynamo Dresden             | SC Aufbau Magdeburg                    | nicht ermittelt                              |
| 1963                  | SC Aufbau Magdeburg           | SC Chemie Halle                        | nicht ermittelt                              |
| 1964                  | SC Aufbau Magdeburg           | SC Leipzig                             | nicht ermittelt                              |
| 1965                  | SC Aufbau Magdeburg           | SC Karl-Marx-Stadt                     | nicht ermittelt                              |
| 1966                  | TSG Wismar                    | Hallescher FC Chemie                   | Berliner FC Dynamo                           |
| 1967                  | FC Rot-Weiß Erfurt            | Berliner FC Dynamo                     | FC Karl-Marx-Stadt / BSG Post Neubrandenburg |
| 1968                  | F.C. Hansa Rostock            | FSV Lokomotive Dresden                 | 1. FC Magdeburg                              |
| 1969                  | Hallescher FC Chemie          | 1. FC Magdeburg                        | Berliner FC Dynamo                           |
| 1970                  | 1. FC Magdeburg               | FC Hansa Rostock                       | FC Rot-Weiß Erfurt                           |
| 1971                  | 1. FC Lokomotive Leipzig      | FC Carl Zeiss Jena                     | F.C. Hansa Rostock                           |
| 1972                  | SG Dynamo Dresden             | 1. FC Lokomotive Leipzig               | F.C. Hansa Rostock                           |
| 1973                  | F.C. Hansa Rostock            | 1. FC Lokomotive Leipzig               | FC Vorwärts Frankfurt                        |
| 1974                  | 1. FC Lokomotive Leipzig      | Berliner FC Dynamo                     | FC Vorwärts Frankfurt                        |
| 1975                  | FC Vorwärts Frankfurt         | SG Dynamo Dresden                      | F.C. Hansa Rostock                           |
| 1976                  | 1. FC Lokomotive Leipzig      | Berliner FC Dynamo                     | Hallescher FC Chemie                         |
| 1977                  | 1. FC Lokomotive Leipzig      | Berliner FC Dynamo                     | FC Karl-Marx-Stadt                           |
| 1978                  | Berliner FC Dynamo            | 1. FC Magdeburg                        | FC Vorwärts Frankfurt                        |
| 1979                  | Berliner FC Dynamo            | F.C. Hansa Rostock                     | SG Dynamo Dresden                            |
| 1980                  | F.C. Hansa Rostock            | 1. FC Magdeburg                        | FC Carl Zeiss Jena                           |
| 1981                  | SG Dynamo Dresden             | FC Karl-Marx-Stadt                     | F.C. Hansa Rostock                           |
| 1982                  | SG Dynamo Dresden             | 1. FC Lokomotive Leipzig               | 1. FC Magdeburg                              |
| 1983                  | FC Karl-Marx-Stadt            | SG Dynamo Dresden                      | Hallescher FC Chemie                         |
| 1984                  | FC Vorwärts Frankfurt         | SG Dynamo Dresden                      | FC Karl-Marx-Stadt                           |
| 1985                  | SG Dynamo Dresden             | FC Carl Zeiss Jena                     | F.C. Hansa Rostock                           |
| 1986                  | FC Karl-Marx-Stadt            | 1. FC Magdeburg                        | SG Dynamo Dresden                            |
| 1987                  | Berliner FC Dynamo            | SG Dynamo Dresden                      | 1. FC Union Berlin                           |
| 1988                  | SG Dynamo Dresden             | Berliner FC Dynamo                     | FC Vorwärts Frankfurt                        |
| 1989                  | 1. FC Magdeburg               | Berliner FC Dynamo                     | SG Dynamo Dresden                            |
| 1990                  | F.C. Hansa Rostock            | 1. FC Dynamo Dresden                   | FC Berlin                                    |
| 1991                  | FC Berlin                     | FC Carl Zeiss Jena                     | 1. FC Dynamo Dresden                         |

## Die DDR-Jugendmeister
Wie bei den Junioren konnten sich auch bei den Meisterschaften der Jugend nur in den Anfangsjahren kleinere Sportgemeinschaften vorne platzieren. Rekordmeister ist der 1. FC Lokomotive Leipzig mit fünf Siegen.
| Jahr        | Meister                  | Zweiter                      | Dritter                                 |
| ----------- | ------------------------ | ---------------------------- | --------------------------------------- |
| 1951        | BSG Turbine Erfurt       | BSG Rotation Babelsberg      | nicht ermittelt                         |
| 1952        | Adlershofer BC           | BSG Motor Limbach-Oberfrohna | nicht ermittelt                         |
| 1953        | BSG Empor Halle          | BSG Lokomotive Dresden       | nicht ermittelt                         |
| 1954        | BSG Chemie Zeitz         | BSG Einheit Schwerin         | SG Grünau                               |
| 1955        | SC Chemie Halle-Leuna    | BSG Einheit Treptow          | SC Motor Jena                           |
| 1956        | BSG Fortschritt Guben    | SC Lokomotive Leipzig        | BSG Rotation Babelsberg                 |
| 1957        | ASK Vorwärts Berlin      | SC Empor Rostock             | SC Einheit Dresden                      |
| 1958 - 1964 | nicht ausgetragen        | nicht ausgetragen            | nicht ausgetragen                       |
| 1965        | SC Turbine Erfurt        | SC Einheit Dresden           | nicht ermittelt                         |
| 1966        | 1. FC Magdeburg          | 1. FC Lokomotive Leipzig     | Hallescher FC Chemie                    |
| 1967        | Berliner FC Dynamo       | SG Dynamo MK Eisleben        | 1. FC Lokomotive Leipzig                |
| 1968        | 1. FC Magdeburg          | Hallescher FC Chemie         | FC Karl-Marx-Stadt / Berliner FC Dynamo |
| 1969        | 1. FC Lokomotive Leipzig | Hallescher FC Chemie         | FC Karl-Marx-Stadt                      |
| 1970        | F.C. Hansa Rostock       | 1. FC Lokomotive Leipzig     | SG Dynamo Dresden                       |
| 1971        | 1. FC Lokomotive Leipzig | BSG Stahl Riesa              | 1. FC Magdeburg                         |
| 1972        | Berliner FC Dynamo       | 1. FC Magdeburg              | F.C. Hansa Rostock                      |
| 1973        | FC Vorwärts Frankfurt    | F.C. Hansa Rostock           | ---                                     |
| 1974        | FC Rot-Weiß Erfurt       | BSG Sachsenring Zwickau      | ---                                     |
| 1975        | Berliner FC Dynamo       | F.C. Hansa Rostock           | BSG Sachsenring Zwickau                 |
| 1976        | Hallescher FC Chemie     | FC Vorwärts Frankfurt        | ---                                     |
| 1977        | FC Karl-Marx-Stadt       | F.C. Hansa Rostock           | Berliner FC Dynamo                      |
| 1978        | F.C. Hansa Rostock       | 1. FC Lokomotive Leipzig     | 1. FC Magdeburg                         |
| 1979        | 1. FC Lokomotive Leipzig | F.C. Hansa Rostock           | FC Rot-Weiß Erfurt                      |
| 1980        | 1. FC Magdeburg          | 1. FC Lokomotive Leipzig     | SG Dynamo Dresden                       |
| 1981        | 1. FC Lokomotive Leipzig | 1. FC Magdeburg              | FC Vorwärts Frankfurt                   |
| 1982        | FC Vorwärts Frankfurt    | SG Dynamo Dresden            | 1. FC Lokomotive Leipzig                |
| 1983        | SG Dynamo Dresden        | Berliner FC Dynamo           | FC Karl-Marx-Stadt                      |
| 1984        | 1. FC Lokomotive Leipzig | FC Rot-Weiß Erfurt           | 1. FC Magdeburg                         |
| 1985        | FC Rot-Weiß Erfurt       | 1. FC Union Berlin           | Berliner FC Dynamo                      |
| 1986        | FC Vorwärts Frankfurt    | FC Karl-Marx-Stadt           | SG Dynamo Dresden                       |
| 1987        | FC Carl Zeiss Jena       | 1. FC Magdeburg              | SG Dynamo Dresden                       |
| 1988        | SG Dynamo Dresden        | 1. FC Union Berlin           | Berliner FC Dynamo                      |
| 1989        | SG Dynamo Dresden        | Berliner FC Dynamo           | FC Carl Zeiss Jena                      |
| 1990        | F.C. Hansa Rostock       | 1. FC Dynamo Dresden         | FC Vorwärts Frankfurt                   |
| 1991        | SV Merseburg             | ---                          | ---                                     |

## Die DDR-Schülermeister
Bei den Schülern wurde in den ersten acht Spielzeiten der Pionierpokal (inoffizielle DDR-Meisterschaft) ausgetragen, in dem noch kleine Sportgemeinschaften bis ins Finale vorstoßen. Ab dem offiziellen Meisterschaftsbeginn 1968, darf sich der 1. FC Magdeburg mit sechs Meisterschaften  Rekordmeister nennen.
| Jahr                                          | Meister                   | Zweiter                  | Dritter                        |
| --------------------------------------------- | ------------------------- | ------------------------ | ------------------------------ |
| Pionierpokal (inoffizielle DDR-Meisterschaft) |                           |                          |                                |
| 1960                                          | BSG Motor Wismar          | SC Aufbau Magdeburg      | BSG Chemie Leipzig             |
| 1961                                          | SC Einheit Dresden        | SC Lokomotive Leipzig    | TSG Wismar                     |
| 1962                                          | BSG Chemie Zeitz          | ASG Vorwärts Bautzen     | BSG Lokomotive Cottbus         |
| 1963                                          | SC Lokomotive Leipzig     | SC Empor Rostock         | SC Chemie Halle                |
| 1964                                          | SC Turbine Erfurt         | SC Leipzig               | SC Empor Rostock               |
| 1965                                          | BSG Motor Süd Brandenburg | SG Dynamo Schwerin       | TSG Wismar                     |
| 1966                                          | 1. FC Magdeburg           | 1. FC Lokomotive Leipzig | FC Carl Zeiss Jena             |
| 1967                                          | F.C. Hansa Rostock        | FC Rot-Weiß Erfurt       | 1. FC Magdeburg                |
| DDR-Meisterschaften                           |                           |                          |                                |
| 1968                                          | FC Rot-Weiß Erfurt        | 1. FC Lokomotive Leipzig | F.C. Hansa Rostock             |
| 1969                                          | 1. FC Magdeburg           | Hallescher FC Chemie     | BSG Stahl Eisenhüttenstadt     |
| 1970                                          | 1. FC Lokomotive Leipzig  | SG Dynamo Dresden        | 1. FC Magdeburg                |
| 1971                                          | 1. FC Magdeburg           | Berliner FC Dynamo       | FSV Lokomotive Dresden         |
| 1972                                          | 1. FC Magdeburg           | SG Dynamo Dresden        | FC Rot-Weiß Erfurt             |
| 1973                                          | FC Vorwärts Frankfurt     | 1. FC Lokomotive Leipzig | Karl-Marx-Stadt oder Magdeburg |
| 1974                                          | FC Karl-Marx-Stadt        | Berliner FC Dynamo       | 1. FC Lokomotive Leipzig       |
| 1975                                          | SG Dynamo Dresden         | 1. FC Lokomotive Leipzig | FC Carl Zeiss Jena             |
| 1976                                          | FC Karl-Marx-Stadt        | Berliner FC Dynamo       | F.C. Hansa Rostock             |
| 1977                                          | 1. FC Magdeburg           | BSG Energie Cottbus      | Berliner FC Dynamo             |
| 1978                                          | 1. FC Magdeburg           | F.C. Hansa Rostock       | SG Dynamo Dresden              |
| 1979                                          | SG Dynamo Dresden         | Berliner FC Dynamo       | Rostock oder Jena              |
| 1980                                          | Berliner FC Dynamo        | 1. FC Magdeburg          | SG Dynamo Dresden              |
| 1981                                          | 1. FC Lokomotive Leipzig  | FC Karl-Marx-Stadt       | F.C. Hansa Rostock             |
| 1982                                          | 1. FC Lokomotive Leipzig  | SG Dynamo Dresden        | F.C. Hansa Rostock             |
| 1983                                          | nicht ausgetragen         | nicht ausgetragen        | nicht ausgetragen              |
| 1984                                          | SG Dynamo Dresden         | Berliner FC Dynamo       | FC Rot-Weiß Erfurt             |
| 1985                                          | FC Rot-Weiß Erfurt        | FC Vorwärts Frankfurt    | 1. FC Magdeburg                |
| 1986                                          | FC Rot-Weiß Erfurt        | Berliner FC Dynamo       | BSG Energie Cottbus            |
| 1987                                          | 1. FC Magdeburg           | FC Carl Zeiss Jena       | 1. FC Union Berlin             |
| 1988                                          | FC Carl Zeiss Jena        | F.C. Hansa Rostock       | Berliner FC Dynamo             |
| 1989                                          | Berliner FC Dynamo        | F.C. Hansa Rostock       | FC Karl-Marx-Stadt             |
| 1990                                          | 1. FC Dynamo Dresden      | 1. FC Magdeburg          | Chemnitzer FC                  |

## Die Pokalwettbewerbe
Abseits der Endrundenturniere beziehungsweise des späteren Ligenformats für die Ermittlung der Meister wurden zusätzlich im Pokalmodus ausgetragen:
- der Junge Welt-Pokal der Junioren (AK 17/18) und
- der FDGB-Pokal der Jugend bis 1972/73 und seit 1973/74 der FDJ-Pokal der Jugend (AK 15/16).